# Новодмитровка (Орловская область)
Новодмитровка — село в Орловской области России. 
В рамках административно-территориального устройства входит в Станово-Колодезьский сельсовет Орловского района, в рамках организации местного самоуправления — в Орловский муниципальный округ.

## География
Расположено на реке Оптуха, в 22 км к юго-востоку от центра города Орла.

## Население
| 2002 | 2010 |
| ---- | ---- |
| 357  | ↘307 |

Согласно результатам переписи 2002 года, в национальной структуре населения русские составляли 88 % от жителей.

## История
С 2004 до 2021 гг. в рамках организации местного самоуправления село входило в Станово-Колодезьское сельское поселение, упразднённое вместе с преобразованием муниципального района со всеми другими поселениями путём их объединения в Орловский муниципальный округ.